# Dave East
David Brewster, Jr. (New York City, New York, 3. lipnja 1988.), poznat po umjetničkom imenu Dave East, američki je reper.

## Diskografija

### Miksani albumi
- Change of Plans (2010.)
- Insomnia (2011.)
- American Greed (2011.)
- Don't Sleep (2011.)
- No Regrets (2012.)
- Gemini (2013.)
- Black Rose (2014.)
- Straight Outta Harlem (2014.)
- Hate Me Now (2015.)
- Kairi Chanel (2016.)

### EP-ovi
- Born Broke Die Rich (2016.)
- Paranoia: A True Story (2017.)